# Certhia manipurensis
El agateador de Manipur (Certhia manipurensis) es una especie de ave paseriforme de la familia Certhiidae que vive en el sur de Asia.

## Distribución
Se encuentra en la India, Laos, Birmania, Tailandia y Vietnam.

## Taxonomía
Durante mucho tiempo fue considerado subespecie del agateador gorjipardo (Certhia discolor) pero estudios de ADN evidenciaron que debían considerarse especies diferentes.
Se reconocen cuatro subespecies:
- Certhia manipurensis manipurensis (Hume, 1881)
- Certhia manipurensis meridionalis (Robinson y Kloss, 1919)
- Certhia manipurensis shanensis (Baker, 1930)
- Certhia manipurensis laotiana (Delacour, 1951)

## Descripción
De apariencia muy similar al agateador gorjipardo aunque su garganta y peso son de color canela. Sus cantos también son diferentes.